# Clásica de Almería 2024
La 39e édition de la Clásica de Almería, une course cycliste masculine, a lieu le 11 février 2024, sur un parcours de 190,3 kilomètres tracé entre Puebla de Vicar et Roquetas de Mar. La course fait partie du calendrier UCI ProSeries 2024 en catégorie 1.Pro.

## Équipes participantes
20 équipes participent à la course - 8 WorldTeams, 11 ProTeams et une équipe continentale :
| WorldTeams (8)- Arkéa-B&B Hotels - Bora-Hansgrohe - Cofidis - Groupama-FDJ - Intermarché-Wanty - Movistar Team - Team Visma \| Lease a Bike - UAE Team Emirates ProTeams (11)- Burgos-BH - Caja Rural-Seguros RGA - Equipo Kern Pharma - Euskaltel-Euskadi - Lotto Dstny - Q36.5 Pro Cycling Team - Team Flanders-Baloise - Polti Kometa - TotalEnergies - Tudor Pro Cycling Team - Uno-X Mobility Équipe continentale- Illes Balears Arabay Cycling |
| |

## Classement final
| \| Classement général \| Classement général \| Classement général \| Classement général \| Classement général \| \| Coureur \| Coureur \| Pays \| Équipe \| Temps \| \| ------------------ \| ------------------ \| ------------------ \| -------------------------- \| ------------------ \| \| 1er \| Olav Kooij \| Pays-Bas \| Team Visma \\| Lease a Bike \| 4 h 11 min 29 s \| \| 2e \| Matteo Moschetti \| Italie \| Q36.5 Pro Cycling Team \| + 0 s \| \| 3e \| Matteo Trentin \| Italie \| Tudor Pro Cycling Team \| + 0 s \| \| 4e \| Arnaud De Lie \| Belgique \| Lotto Dstny \| + 0 s \| \| 5e \| Gerben Thijssen \| Belgique \| Intermarché-Wanty \| + 0 s \| \| 6e \| Milan Fretin \| Belgique \| Cofidis \| + 0 s \| \| 7e \| Jason Tesson \| France \| TotalEnergies \| + 0 s \| \| 8e \| Jordi Meeus \| Belgique \| Bora-Hansgrohe \| + 0 s \| \| 9e \| Lewis Askey \| Royaume-Uni \| Groupama-FDJ \| + 0 s \| \| 10e \| Wout van Aert \| Belgique \| Team Visma \\| Lease a Bike \| + 0 s \| |                  |             |                            |                 |
| |                  |             |                            |                 |
| Source : ProCyclingStats |                  |             |                            |                 |
| Classement général |                  |             |                            |                 |
| Coureur | Coureur          | Pays        | Équipe                     | Temps           |
| 1er | Olav Kooij       | Pays-Bas    | Team Visma \| Lease a Bike | 4 h 11 min 29 s |
| 2e | Matteo Moschetti | Italie      | Q36.5 Pro Cycling Team     | + 0 s           |
| 3e | Matteo Trentin   | Italie      | Tudor Pro Cycling Team     | + 0 s           |
| 4e | Arnaud De Lie    | Belgique    | Lotto Dstny                | + 0 s           |
| 5e | Gerben Thijssen  | Belgique    | Intermarché-Wanty          | + 0 s           |
| 6e | Milan Fretin     | Belgique    | Cofidis                    | + 0 s           |
| 7e | Jason Tesson     | France      | TotalEnergies              | + 0 s           |
| 8e | Jordi Meeus      | Belgique    | Bora-Hansgrohe             | + 0 s           |
| 9e | Lewis Askey      | Royaume-Uni | Groupama-FDJ               | + 0 s           |
| 10e | Wout van Aert    | Belgique    | Team Visma \| Lease a Bike | + 0 s           |

## Classement UCI
La course attribue des points aux coureurs pour le Classement mondial UCI 2024 selon le barème suivant :
| Position           | 1er | 2e  | 3e  | 4e  | 5e | 6e | 7e | 8e | 9e | 10e | 11e | 12e | 13e | 14e | 15e | 16e à 30e | 31e à 40e |
| Classement général | 200 | 150 | 125 | 100 | 85 | 70 | 60 | 50 | 40 | 35  | 30  | 25  | 20  | 15  | 10  | 5         | 3         |

## Liste de participants
| Q36.5 Pro Cycling Team Q36 | Q36.5 Pro Cycling Team Q36      | Q36.5 Pro Cycling Team Q36 |
| -------------------------- | ------------------------------- | -------------------------- |
| Num                        | Coureur                         | Pos                        |
| 1                          | Matteo Moschetti (ITA)          | 2e                         |
| 2                          | Filippo Conca (ITA)             | 123e                       |
| 3                          | Tobias Ludvigsson (SWE)         | 62e                        |
| 4                          | Rory Townsend (IRL)             | 46e                        |
| 5                          | Nicolò Parisini (ITA)           | 36e                        |
| 6                          | Joey Rosskopf (USA)             | 51e                        |
| 7                          | Nickolas Zukowsky (CAN) (route) | 98e                        |

| Lotto Dstny LTD | Lotto Dstny LTD          | Lotto Dstny LTD |
| --------------- | ------------------------ | --------------- |
| Num             | Coureur                  | Pos             |
| 11              | Arnaud De Lie (BEL)      | 4e              |
| 12              | Cédric Beullens (BEL)    | 74e             |
| 13              | Jasper De Buyst (BEL)    | 72e             |
| 14              | Jacopo Guarnieri (ITA)   | 78e             |
| 15              | Mathijs Paasschens (NED) | 129e            |
| 16              | Jarne Van de Paar (BEL)  | 81e             |
| 17              | Sébastien Grignard (BEL) | 84e             |

| Bora-Hansgrohe BOH | Bora-Hansgrohe BOH          | Bora-Hansgrohe BOH |
| ------------------ | --------------------------- | ------------------ |
| Num                | Coureur                     | Pos                |
| 21                 | Jordi Meeus (BEL)           | 8e                 |
| 22                 | Alexander Hajek (AUT)       | 95e                |
| 23                 | Bob Jungels (LUX)           | 124e               |
| 24                 | Marco Haller (AUT)          | 75e                |
| 25                 | Sergio Higuita (COL)        | 96e                |
| 26                 | Daniel Martínez (COL)       | 126e               |
| 27                 | Maximilian Schachmann (GER) | 93e                |

| Uno-X Mobility UXM | Uno-X Mobility UXM           | Uno-X Mobility UXM |
| ------------------ | ---------------------------- | ------------------ |
| Num                | Coureur                      | Pos                |
| 31                 | Magnus Cort Nielsen (DEN)    | 92e                |
| 32                 | Jonas Abrahamsen (NOR)       | 76e                |
| 33                 | Markus Hoelgaard (NOR)       | 89e                |
| 34                 | Erik Nordsæter Resell (NOR)  | AB                 |
| 35                 | Rasmus Tiller (NOR)          | 60e                |
| 36                 | Søren Wærenskjold (NOR)      | 26e                |
| 37                 | Martin Bugge Urianstad (NOR) | 115e               |

| Cofidis COF | Cofidis COF           | Cofidis COF |
| ----------- | --------------------- | ----------- |
| Num         | Coureur               | Pos         |
| 41          | Ion Izagirre (ESP)    | 121e        |
| 42          | Piet Allegaert (BEL)  | 28e         |
| 43          | Rubén Fernández (ESP) | 43e         |
| 44          | Milan Fretin (BEL)    | 6e          |
| 45          | Gorka Izagirre (ESP)  | 105e        |
| 46          | Axel Mariault (FRA)   | 49e         |

| Team Visma \| Lease a Bike TVL | Team Visma \| Lease a Bike TVL | Team Visma \| Lease a Bike TVL |
| ------------------------------ | ------------------------------ | ------------------------------ |
| Num                            | Coureur                        | Pos                            |
| 51                             | Wout van Aert (BEL)            | 10e                            |
| 52                             | Loe van Belle (NED)            | 61e                            |
| 53                             | Mick van Dijke (NED)           | 63e                            |
| 54                             | Tim van Dijke (NED)            | 57e                            |
| 55                             | Olav Kooij (NED)               | 1er                            |
| 56                             | Tosh Van der Sande (BEL)       | 73e                            |
| 57                             | Julien Vermote (BEL)           | 128e                           |

| TotalEnergies TEN | TotalEnergies TEN       | TotalEnergies TEN |
| ----------------- | ----------------------- | ----------------- |
| Num               | Coureur                 | Pos               |
| 61                | Steff Cras (BEL)        | 117e              |
| 62                | Thomas Gachignard (FRA) | 79e               |
| 63                | Émilien Jeannière (FRA) | 38e               |
| 64                | Jordan Jegat (FRA)      | 85e               |
| 65                | Jason Tesson (FRA)      | 7e                |
| 66                | Baptiste Vadic (FRA)    | 119e              |
| 67                | Dries Van Gestel (BEL)  | 18e               |

| Groupama-FDJ GFC | Groupama-FDJ GFC               | Groupama-FDJ GFC |
| ---------------- | ------------------------------ | ---------------- |
| Num              | Coureur                        | Pos              |
| 71               | Lewis Askey (GBR)              | 9e               |
| 72               | Cyril Barthe (FRA)             | 55e              |
| 73               | Olivier Le Gac (FRA)           | 102e             |
| 74               | Valentin Madouas (FRA) (route) | 127e             |
| 75               | Clément Russo (FRA)            | 59e              |
| 76               | Marc Sarreau (FRA)             | 39e              |
| 77               | Noah Hobbs (GBR)               | 12e              |

| UAE Team Emirates UAD | UAE Team Emirates UAD      | UAE Team Emirates UAD |
| --------------------- | -------------------------- | --------------------- |
| Num                   | Coureur                    | Pos                   |
| 81                    | Sjoerd Bax (NED)           | AB                    |
| 82                    | Alessandro Covi (ITA)      | 71e                   |
| 83                    | Luca Giaimi (ITA)          | 80e                   |
| 84                    | Jonathan Guatibonza (COL)  | 112e                  |
| 85                    | Sebastián Molano (COL)     | 34e                   |
| 87                    | Ivo Oliveira (POR) (route) | 70e                   |

| Movistar Team MOV | Movistar Team MOV         | Movistar Team MOV |
| ----------------- | ------------------------- | ----------------- |
| Num               | Coureur                   | Pos               |
| 91                | Jorge Arcas (ESP)         | 44e               |
| 92                | William Barta (USA)       | 108e              |
| 93                | Rémi Cavagna (FRA)        | 48e               |
| 94                | Davide Cimolai (ITA)      | 14e               |
| 95                | Iván García Cortina (ESP) | 15e               |
| 96                | Javier Romo (ESP)         | 83e               |
| 97                | Mathias Norsgaard (DEN)   | 47e               |

| Euskaltel-Euskadi EUS | Euskaltel-Euskadi EUS          | Euskaltel-Euskadi EUS |
| --------------------- | ------------------------------ | --------------------- |
| Num                   | Coureur                        | Pos                   |
| 101                   | Jon Aberasturi (ESP)           | 16e                   |
| 102                   | Andoni López de Abetxuko (ESP) | 20e                   |
| 103                   | Iker Bonillo (ESP)             | 41e                   |
| 104                   | Xabier Berasategi (ESP)        | AB                    |
| 105                   | Enekoitz Azparren (ESP)        | 40e                   |
| 106                   | Unai Cuadrado (ESP)            | 53e                   |
| 107                   | Luis Ángel Maté (ESP)          | 109e                  |

| Intermarché-Wanty IWA | Intermarché-Wanty IWA      | Intermarché-Wanty IWA |
| --------------------- | -------------------------- | --------------------- |
| Num                   | Coureur                    | Pos                   |
| 111                   | Gerben Thijssen (BEL)      | 5e                    |
| 112                   | Alessio Delle Vedove (ITA) | 32e                   |
| 113                   | Arne Marit (BEL)           | 58e                   |
| 114                   | Adrien Petit (FRA)         | 77e                   |
| 115                   | Sacha Prestianni (BEL)     | 88e                   |
| 116                   | Gijs Van Hoecke (BEL)      | 64e                   |
| 117                   | Boy van Poppel (NED)       | 65e                   |

| Arkéa-B&B Hotels ARK | Arkéa-B&B Hotels ARK   | Arkéa-B&B Hotels ARK |
| -------------------- | ---------------------- | -------------------- |
| Num                  | Coureur                | Pos                  |
| 121                  | Arnaud Démare (FRA)    | 11e                  |
| 122                  | Hubert Grygowski (POL) | 87e                  |
| 123                  | Daniel McLay (GBR)     | 56e                  |
| 124                  | Nicolas Milesi (ITA)   | 54e                  |
| 125                  | Alan Riou (FRA)        | 110e                 |
| 126                  | Florian Sénéchal (FRA) | 69e                  |
| 127                  | Miles Scotson (AUS)    | 68e                  |

| Equipo Kern Pharma EKP | Equipo Kern Pharma EKP            | Equipo Kern Pharma EKP |
| ---------------------- | --------------------------------- | ---------------------- |
| Num                    | Coureur                           | Pos                    |
| 131                    | Miguel Ángel Fernández Ruiz (ESP) | 103e                   |
| 132                    | Eugenio Sánchez (ESP)             | 118e                   |
| 133                    | Antonio Jesús Soto (ESP)          | 21e                    |
| 134                    | Francisco Galván (ESP)            | 19e                    |
| 135                    | Álex Jaime (ESP)                  | 50e                    |
| 136                    | Diego Uriarte (ESP)               | 130e                   |
| 137                    | Pau Miquel (ESP)                  | 104e                   |

| Burgos-BH BBH | Burgos-BH BBH                  | Burgos-BH BBH |
| ------------- | ------------------------------ | ------------- |
| Num           | Coureur                        | Pos           |
| 141           | Sebastián Mora (ESP)           | 17e           |
| 142           | Antonio Angulo (ESP)           | 101e          |
| 143           | Geórgios Boúglas (GRE) (route) | 31e           |
| 144           | Jetse Bol (NED)                | 86e           |
| 145           | Sinuhé Fernández (ESP)         | 97e           |
| 146           | Ander Okamika (ESP)            | 120e          |
| 147           | Karel Vacek (CZE)              | 107e          |

| Team Polti Kometa PTK | Team Polti Kometa PTK       | Team Polti Kometa PTK |
| --------------------- | --------------------------- | --------------------- |
| Num                   | Coureur                     | Pos                   |
| 151                   | David Martín Romero (ESP)   | 22e                   |
| 152                   | Francisco Muñoz Llana (ESP) | 52e                   |
| 153                   | Andrea Pietrobon (ITA)      | 33e                   |
| 154                   | Javier Serrano (ESP)        | 29e                   |
| 155                   | Diego Pablo Sevilla (ESP)   | 90e                   |
| 156                   | Manuel Peñalver (ESP)       | 111e                  |
| 157                   | Davide Bais (ITA)           | 35e                   |

| Tudor Pro Cycling Team TUD | Tudor Pro Cycling Team TUD     | Tudor Pro Cycling Team TUD |
| -------------------------- | ------------------------------ | -------------------------- |
| Num                        | Coureur                        | Pos                        |
| 161                        | Sebastian Kolze Changizi (DEN) | 113e                       |
| 162                        | Juan David Sierra (ITA)        | 30e                        |
| 164                        | Robin Froidevaux (SUI)         | 13e                        |
| 165                        | Petr Kelemen (CZE)             | 66e                        |
| 166                        | Alexander Krieger (GER)        | 67e                        |
| 167                        | Matteo Trentin (ITA)           | 3e                         |

| Caja Rural-Seguros RGA CJR | Caja Rural-Seguros RGA CJR    | Caja Rural-Seguros RGA CJR |
| -------------------------- | ----------------------------- | -------------------------- |
| Num                        | Coureur                       | Pos                        |
| 171                        | Orluis Aular (VEN) (route)    | 37e                        |
| 172                        | Daniel Babor (CZE)            | 27e                        |
| 173                        | Tomáš Bárta (CZE)             | 24e                        |
| 174                        | Samuel Fernández García (ESP) | 99e                        |
| 175                        | David González López (ESP)    | 25e                        |
| 176                        | Joseba López (ESP)            | 100e                       |
| 177                        | Mulu Hailemichael (ETH)       | 42e                        |
| 177                        | Mulu Hailemichael (ETH)       |                            |

| Team Flanders-Baloise TFB | Team Flanders-Baloise TFB | Team Flanders-Baloise TFB |
| ------------------------- | ------------------------- | ------------------------- |
| Num                       | Coureur                   | Pos                       |
| 181                       | Kamiel Bonneu (BEL)       | 116e                      |
| 182                       | Elias Maris (BEL)         | 125e                      |
| 183                       | Vincent Van Hemelen (BEL) | AB                        |
| 184                       | Siebe Deweirdt (BEL)      | AB                        |
| 185                       | Yentl Vandevelde (BEL)    | 45e                       |
| 186                       | Jules Hesters (BEL)       | 131e                      |
| 187                       | Victor Vercouillie (BEL)  | 122e                      |

| Illes Balears Arabay Cycling IBA | Illes Balears Arabay Cycling IBA | Illes Balears Arabay Cycling IBA |
| -------------------------------- | -------------------------------- | -------------------------------- |
| Num                              | Coureur                          | Pos                              |
| 191                              | Sergi Darder (ESP)               | 23e                              |
| 192                              | Edgar Curto (ESP)                | 114e                             |
| 193                              | Arnau Gilabert (ESP)             | 82e                              |
| 194                              | Joan Albert Riera (ESP)          | 94e                              |
| 195                              | Asier Pablo González (ESP)       | AB                               |
| 196                              | Alex Molenaar (NED)              | 91e                              |
| 197                              | José María García Soriano (ESP)  | 106e                             |

| Q36.5 Pro Cycling Team Q36 | Q36.5 Pro Cycling Team Q36      | Q36.5 Pro Cycling Team Q36 |
| -------------------------- | ------------------------------- | -------------------------- |
| Num                        | Coureur                         | Pos                        |
| 1                          | Matteo Moschetti (ITA)          | 2e                         |
| 2                          | Filippo Conca (ITA)             | 123e                       |
| 3                          | Tobias Ludvigsson (SWE)         | 62e                        |
| 4                          | Rory Townsend (IRL)             | 46e                        |
| 5                          | Nicolò Parisini (ITA)           | 36e                        |
| 6                          | Joey Rosskopf (USA)             | 51e                        |
| 7                          | Nickolas Zukowsky (CAN) (route) | 98e                        |

| Lotto Dstny LTD | Lotto Dstny LTD          | Lotto Dstny LTD |
| --------------- | ------------------------ | --------------- |
| Num             | Coureur                  | Pos             |
| 11              | Arnaud De Lie (BEL)      | 4e              |
| 12              | Cédric Beullens (BEL)    | 74e             |
| 13              | Jasper De Buyst (BEL)    | 72e             |
| 14              | Jacopo Guarnieri (ITA)   | 78e             |
| 15              | Mathijs Paasschens (NED) | 129e            |
| 16              | Jarne Van de Paar (BEL)  | 81e             |
| 17              | Sébastien Grignard (BEL) | 84e             |

| Bora-Hansgrohe BOH | Bora-Hansgrohe BOH          | Bora-Hansgrohe BOH |
| ------------------ | --------------------------- | ------------------ |
| Num                | Coureur                     | Pos                |
| 21                 | Jordi Meeus (BEL)           | 8e                 |
| 22                 | Alexander Hajek (AUT)       | 95e                |
| 23                 | Bob Jungels (LUX)           | 124e               |
| 24                 | Marco Haller (AUT)          | 75e                |
| 25                 | Sergio Higuita (COL)        | 96e                |
| 26                 | Daniel Martínez (COL)       | 126e               |
| 27                 | Maximilian Schachmann (GER) | 93e                |

| Uno-X Mobility UXM | Uno-X Mobility UXM           | Uno-X Mobility UXM |
| ------------------ | ---------------------------- | ------------------ |
| Num                | Coureur                      | Pos                |
| 31                 | Magnus Cort Nielsen (DEN)    | 92e                |
| 32                 | Jonas Abrahamsen (NOR)       | 76e                |
| 33                 | Markus Hoelgaard (NOR)       | 89e                |
| 34                 | Erik Nordsæter Resell (NOR)  | AB                 |
| 35                 | Rasmus Tiller (NOR)          | 60e                |
| 36                 | Søren Wærenskjold (NOR)      | 26e                |
| 37                 | Martin Bugge Urianstad (NOR) | 115e               |

| Cofidis COF | Cofidis COF           | Cofidis COF |
| ----------- | --------------------- | ----------- |
| Num         | Coureur               | Pos         |
| 41          | Ion Izagirre (ESP)    | 121e        |
| 42          | Piet Allegaert (BEL)  | 28e         |
| 43          | Rubén Fernández (ESP) | 43e         |
| 44          | Milan Fretin (BEL)    | 6e          |
| 45          | Gorka Izagirre (ESP)  | 105e        |
| 46          | Axel Mariault (FRA)   | 49e         |

| Team Visma \| Lease a Bike TVL | Team Visma \| Lease a Bike TVL | Team Visma \| Lease a Bike TVL |
| ------------------------------ | ------------------------------ | ------------------------------ |
| Num                            | Coureur                        | Pos                            |
| 51                             | Wout van Aert (BEL)            | 10e                            |
| 52                             | Loe van Belle (NED)            | 61e                            |
| 53                             | Mick van Dijke (NED)           | 63e                            |
| 54                             | Tim van Dijke (NED)            | 57e                            |
| 55                             | Olav Kooij (NED)               | 1er                            |
| 56                             | Tosh Van der Sande (BEL)       | 73e                            |
| 57                             | Julien Vermote (BEL)           | 128e                           |

| TotalEnergies TEN | TotalEnergies TEN       | TotalEnergies TEN |
| ----------------- | ----------------------- | ----------------- |
| Num               | Coureur                 | Pos               |
| 61                | Steff Cras (BEL)        | 117e              |
| 62                | Thomas Gachignard (FRA) | 79e               |
| 63                | Émilien Jeannière (FRA) | 38e               |
| 64                | Jordan Jegat (FRA)      | 85e               |
| 65                | Jason Tesson (FRA)      | 7e                |
| 66                | Baptiste Vadic (FRA)    | 119e              |
| 67                | Dries Van Gestel (BEL)  | 18e               |

| Groupama-FDJ GFC | Groupama-FDJ GFC               | Groupama-FDJ GFC |
| ---------------- | ------------------------------ | ---------------- |
| Num              | Coureur                        | Pos              |
| 71               | Lewis Askey (GBR)              | 9e               |
| 72               | Cyril Barthe (FRA)             | 55e              |
| 73               | Olivier Le Gac (FRA)           | 102e             |
| 74               | Valentin Madouas (FRA) (route) | 127e             |
| 75               | Clément Russo (FRA)            | 59e              |
| 76               | Marc Sarreau (FRA)             | 39e              |
| 77               | Noah Hobbs (GBR)               | 12e              |

| UAE Team Emirates UAD | UAE Team Emirates UAD      | UAE Team Emirates UAD |
| --------------------- | -------------------------- | --------------------- |
| Num                   | Coureur                    | Pos                   |
| 81                    | Sjoerd Bax (NED)           | AB                    |
| 82                    | Alessandro Covi (ITA)      | 71e                   |
| 83                    | Luca Giaimi (ITA)          | 80e                   |
| 84                    | Jonathan Guatibonza (COL)  | 112e                  |
| 85                    | Sebastián Molano (COL)     | 34e                   |
| 87                    | Ivo Oliveira (POR) (route) | 70e                   |

| Movistar Team MOV | Movistar Team MOV         | Movistar Team MOV |
| ----------------- | ------------------------- | ----------------- |
| Num               | Coureur                   | Pos               |
| 91                | Jorge Arcas (ESP)         | 44e               |
| 92                | William Barta (USA)       | 108e              |
| 93                | Rémi Cavagna (FRA)        | 48e               |
| 94                | Davide Cimolai (ITA)      | 14e               |
| 95                | Iván García Cortina (ESP) | 15e               |
| 96                | Javier Romo (ESP)         | 83e               |
| 97                | Mathias Norsgaard (DEN)   | 47e               |

| Euskaltel-Euskadi EUS | Euskaltel-Euskadi EUS          | Euskaltel-Euskadi EUS |
| --------------------- | ------------------------------ | --------------------- |
| Num                   | Coureur                        | Pos                   |
| 101                   | Jon Aberasturi (ESP)           | 16e                   |
| 102                   | Andoni López de Abetxuko (ESP) | 20e                   |
| 103                   | Iker Bonillo (ESP)             | 41e                   |
| 104                   | Xabier Berasategi (ESP)        | AB                    |
| 105                   | Enekoitz Azparren (ESP)        | 40e                   |
| 106                   | Unai Cuadrado (ESP)            | 53e                   |
| 107                   | Luis Ángel Maté (ESP)          | 109e                  |

| Intermarché-Wanty IWA | Intermarché-Wanty IWA      | Intermarché-Wanty IWA |
| --------------------- | -------------------------- | --------------------- |
| Num                   | Coureur                    | Pos                   |
| 111                   | Gerben Thijssen (BEL)      | 5e                    |
| 112                   | Alessio Delle Vedove (ITA) | 32e                   |
| 113                   | Arne Marit (BEL)           | 58e                   |
| 114                   | Adrien Petit (FRA)         | 77e                   |
| 115                   | Sacha Prestianni (BEL)     | 88e                   |
| 116                   | Gijs Van Hoecke (BEL)      | 64e                   |
| 117                   | Boy van Poppel (NED)       | 65e                   |

| Arkéa-B&B Hotels ARK | Arkéa-B&B Hotels ARK   | Arkéa-B&B Hotels ARK |
| -------------------- | ---------------------- | -------------------- |
| Num                  | Coureur                | Pos                  |
| 121                  | Arnaud Démare (FRA)    | 11e                  |
| 122                  | Hubert Grygowski (POL) | 87e                  |
| 123                  | Daniel McLay (GBR)     | 56e                  |
| 124                  | Nicolas Milesi (ITA)   | 54e                  |
| 125                  | Alan Riou (FRA)        | 110e                 |
| 126                  | Florian Sénéchal (FRA) | 69e                  |
| 127                  | Miles Scotson (AUS)    | 68e                  |

| Equipo Kern Pharma EKP | Equipo Kern Pharma EKP            | Equipo Kern Pharma EKP |
| ---------------------- | --------------------------------- | ---------------------- |
| Num                    | Coureur                           | Pos                    |
| 131                    | Miguel Ángel Fernández Ruiz (ESP) | 103e                   |
| 132                    | Eugenio Sánchez (ESP)             | 118e                   |
| 133                    | Antonio Jesús Soto (ESP)          | 21e                    |
| 134                    | Francisco Galván (ESP)            | 19e                    |
| 135                    | Álex Jaime (ESP)                  | 50e                    |
| 136                    | Diego Uriarte (ESP)               | 130e                   |
| 137                    | Pau Miquel (ESP)                  | 104e                   |

| Burgos-BH BBH | Burgos-BH BBH                  | Burgos-BH BBH |
| ------------- | ------------------------------ | ------------- |
| Num           | Coureur                        | Pos           |
| 141           | Sebastián Mora (ESP)           | 17e           |
| 142           | Antonio Angulo (ESP)           | 101e          |
| 143           | Geórgios Boúglas (GRE) (route) | 31e           |
| 144           | Jetse Bol (NED)                | 86e           |
| 145           | Sinuhé Fernández (ESP)         | 97e           |
| 146           | Ander Okamika (ESP)            | 120e          |
| 147           | Karel Vacek (CZE)              | 107e          |

| Team Polti Kometa PTK | Team Polti Kometa PTK       | Team Polti Kometa PTK |
| --------------------- | --------------------------- | --------------------- |
| Num                   | Coureur                     | Pos                   |
| 151                   | David Martín Romero (ESP)   | 22e                   |
| 152                   | Francisco Muñoz Llana (ESP) | 52e                   |
| 153                   | Andrea Pietrobon (ITA)      | 33e                   |
| 154                   | Javier Serrano (ESP)        | 29e                   |
| 155                   | Diego Pablo Sevilla (ESP)   | 90e                   |
| 156                   | Manuel Peñalver (ESP)       | 111e                  |
| 157                   | Davide Bais (ITA)           | 35e                   |

| Tudor Pro Cycling Team TUD | Tudor Pro Cycling Team TUD     | Tudor Pro Cycling Team TUD |
| -------------------------- | ------------------------------ | -------------------------- |
| Num                        | Coureur                        | Pos                        |
| 161                        | Sebastian Kolze Changizi (DEN) | 113e                       |
| 162                        | Juan David Sierra (ITA)        | 30e                        |
| 164                        | Robin Froidevaux (SUI)         | 13e                        |
| 165                        | Petr Kelemen (CZE)             | 66e                        |
| 166                        | Alexander Krieger (GER)        | 67e                        |
| 167                        | Matteo Trentin (ITA)           | 3e                         |

| Caja Rural-Seguros RGA CJR | Caja Rural-Seguros RGA CJR    | Caja Rural-Seguros RGA CJR |
| -------------------------- | ----------------------------- | -------------------------- |
| Num                        | Coureur                       | Pos                        |
| 171                        | Orluis Aular (VEN) (route)    | 37e                        |
| 172                        | Daniel Babor (CZE)            | 27e                        |
| 173                        | Tomáš Bárta (CZE)             | 24e                        |
| 174                        | Samuel Fernández García (ESP) | 99e                        |
| 175                        | David González López (ESP)    | 25e                        |
| 176                        | Joseba López (ESP)            | 100e                       |
| 177                        | Mulu Hailemichael (ETH)       | 42e                        |
| 177                        | Mulu Hailemichael (ETH)       |                            |

| Team Flanders-Baloise TFB | Team Flanders-Baloise TFB | Team Flanders-Baloise TFB |
| ------------------------- | ------------------------- | ------------------------- |
| Num                       | Coureur                   | Pos                       |
| 181                       | Kamiel Bonneu (BEL)       | 116e                      |
| 182                       | Elias Maris (BEL)         | 125e                      |
| 183                       | Vincent Van Hemelen (BEL) | AB                        |
| 184                       | Siebe Deweirdt (BEL)      | AB                        |
| 185                       | Yentl Vandevelde (BEL)    | 45e                       |
| 186                       | Jules Hesters (BEL)       | 131e                      |
| 187                       | Victor Vercouillie (BEL)  | 122e                      |

| Illes Balears Arabay Cycling IBA | Illes Balears Arabay Cycling IBA | Illes Balears Arabay Cycling IBA |
| -------------------------------- | -------------------------------- | -------------------------------- |
| Num                              | Coureur                          | Pos                              |
| 191                              | Sergi Darder (ESP)               | 23e                              |
| 192                              | Edgar Curto (ESP)                | 114e                             |
| 193                              | Arnau Gilabert (ESP)             | 82e                              |
| 194                              | Joan Albert Riera (ESP)          | 94e                              |
| 195                              | Asier Pablo González (ESP)       | AB                               |
| 196                              | Alex Molenaar (NED)              | 91e                              |
| 197                              | José María García Soriano (ESP)  | 106e                             |